# Abidine Guindo
Pour les articles homonymes, voir Guindo.
Abidine Guindo est un colonel malien, ancien chef du 33e régiment des commandos parachutistes.

## Biographie
Originaire de la région de Mopti, il s'engage au sein du régiment parachutiste vers 1975. Alors soldat de 2e classe, il y rencontre le capitaine Amadou Toumani Touré (ATT). En 1979, il est nommé instructeur de saut.
Homme de confiance d'Amadou Toumani Touré, il est un des onze parachutistes chargés de l'arrestation du président Moussa Traoré lors du coup d'État de 1991 au Mali, action qui restaure le multipartisme au Mali. Nommé sous-lieutenant, Guindo devient l'aide de camp d'ATT et le seconde lorsque ce dernier gère sa fondation pour l'enfance dans les années 1990.
Après la victoire d'ATT lors de l'élection présidentielle de 2002, Abidine Guindo devient colonel et prend le commandement du 33e RCP.
Il dirige les unités du régiment parachutiste envoyées combattre la rébellion touarègue de 2012, avant de se replier au Sud début mars. Il est ensuite présent lors du coup d'État du 21 mars 2012 mené contre ATT. À la tête de la garde présidentielle, il serait responsable de l'exfiltration du président tandis qu'une autre version explique qu'il aurait conseillé à ATT de se rendre aux mutins.
Fin avril 2012, il est convoqué au camp militaire Soundiata-Keïta de Kati par le chef des ex-putschistes, le capitaine Amadou Haya Sanogo. Il craint pour sa sécurité et met son régiment en alerte. Leur tentative de contre-coup d'État, lancée le 30 avril échoue le 1er mai. Le colonel Guindo se cache à la suite de l'investissement du camp des parachutistes. Il est finalement arrêté le 11 juillet 2012.
Il est libéré le 9 novembre 2013 dans le cadre de mesures de réconciliation entre bérets rouges (parachutistes) et bérets verts (ex-putschistes). Le 20 février 2018, il est inculpé « d’atteinte à la sureté intérieure de l’état, emploi illégal d’arme de guerre et complicité » pour son rôle dans le contre-coup d'État du 30 avril 2012.

## Famille
Son fils, lieutenant, meurt en novembre 2017 à la suite d'une attaque djihadiste à Niafunké[réf. nécessaire]. Le fils adoptif d'Abidine Guindo, sergent dans la police, se suicide le 13 mars 2019,.